# Ecteinomyces trichopterophilus
Ecteinomyces trichopterophilus är en svampart som beskrevs av Thaxt. 1903. Ecteinomyces trichopterophilus ingår i släktet Ecteinomyces och familjen Laboulbeniaceae.  Arten är reproducerande i Sverige. Inga underarter finns listade i Catalogue of Life.